# Lai Đại Hàn
Lai Đại Hàn hay con rơi Đại Hàn được dùng để chỉ những người sinh ra trong thời kỳ chiến tranh Việt Nam với bố là người Hàn Quốc và mẹ là người Việt Nam. Người cha có thể là binh lính, quân nhân hoặc công nhân trong quân đội Hàn Quốc tham chiến ở Nam Việt Nam. Sau khi lực lượng này rời đi, những đứa trẻ thường bị cha chúng bỏ rơi.

## Ước đoán
Không có con số thống kê chính xác về số người lai Đại Hàn, theo Busan Ilbo, có tối thiểu 5000 và tối đa 30.000 người, còn theo Maeil Business, có tối đa 1000 người, theo Park Oh-soon, số người lai Việt-Hàn có cha không phải là binh lính mà là công nhân Hàn Quốc có thể xấp xỉ 10.000 người.
Nguyên nhân của "lai Đại Hàn" chủ yếu đến từ hiếp dâm. Tính hung bạo của quân đội Hàn Quốc vẫn được biết đến ở Nam Việt Nam. Báo Hankyoreh từng đề cập đến việc quân đội nước này tàn sát thường dân Nam Việt Nam - đặc biệt là những người bị nghi ngờ là Việt Cộng (대량학살).